# Ursulines de Marie Immaculée
Ne doit pas être confondu avec Ursulines de la Vierge Immaculée.
Les Ursulines de Marie Immaculée (en latin : Domus Sanctae Ursulae de Placentia) est une congrégation religieuse féminine enseignante et hospitalière de droit pontifical.

## Historique
Le collège des ursulines est né à Plaisance à l’initiative de la duchesse Marguerite de Médicis, veuve d’Édouard Ier Farnèse, qui souhaitait créer un institut pour l’éducation des filles nobles, à l’instar du collège des Ursulines de Parme. L'école est ouverte le 17 février 1649 avec l'autorisation de Mgr Alexandre Scappi, évêque de Plaisance. La direction spirituelle de l'institut est confiée aux Jésuites, qui confie la tâche d'organiser la communauté à Brigitte Morello (1610-1679), considérée comme la fondatrice de la congrégation.
En 1920, à l’initiative de Marie-Lucrèce Zileri dal Verme, l’institut est rattaché à celui des ursulines de Parme mais les deux congrégations reprennent leur autonomie en 1923.
Les constitutions religieuses de l'institut sont approuvées ad experimentum par le Saint-Siège le 24 juin 1928, il reçoit le décret de louange le 16 juin 1936 et voit ses constitutions définitivement approuvées.

## Activités et diffusion
Les Ursulines se consacrent principalement aux activités éducatives (éducation, catéchèse, jardins d'enfants, résidences universitaires), à l'animation paroissiale et aux œuvres médico-sanitaires.
Elles sont présentes en :
- Europe : Italie ;
- Amérique : Brésil ;
- Afrique : Kenya, Libye, Tanzanie ;
- Asie : Inde.

La maison généralice est à Rome.
En 2017, la congrégation comptait 799 sœurs dans 106 maisons.

## Membres notables
- Brigitte Morello (1610-1679), fondatrice en 1649 des Ursulines de Marie Immaculée ; reconnue bienheureuse en 1998[2].
- Maria Celina Kannanaikal (1931-1957), Indienne, mystique ; reconnue vénérable en 2022[3].